# Statuia „Femeie cu harpă” din Medgidia
Statuia „Femeie cu harpă” din Medgidia este un monument istoric aflat pe teritoriul municipiului Medgidia.